# 市道129号
市道129号（しどう129ごう）は、台中市石岡区から同市大里区を結ぶ、全長34.261kmの台湾の県道である。市道136号と重複区間がある。

## 通過する自治体
- 台中市
  - 石岡区
  - 新社区
  - 北屯区
  - 太平区
  - 大里区

## 接続する道路
- 台3線
- 市道136号

## 施設
- 大坑国小学校
- 国立勤益科技大学附設進修学院
- 修平科技大学